# Крушево (община Виница)
Вижте пояснителната страница за други населени места с името Крушево.
Крушево или Крушово (на македонска литературна норма: Крушево) е село в община Виница, Северна Македония.

## География
Селото е разположено на 13 километра източно от град Виница. Типично планинско село в северните склоновете на Плачковица.

## История
Според преброяването от 2002 година селото има 131 жители.